# Сухопольская, Жанна Александровна
Жанна Александровна Сухопольская (7 января 1932 — 1 июня 2019, Санкт-Петербург) — советская и российская актриса театра и кино, мастер дубляжа.

## Биография
Ж. А. Сухопольская родилась 7 января 1932 года в городе Ленинграде. Училась в средней школе № 211, а с начала войны — в средней школе № 221.
До войны занималась в танцевальном Ансамбле пионеров Ленинградского Дворца пионеров под руководством А. Е. Обранта. В феврале 1942 года, командир агитвзвода лейтенант А. Е. Обрант собрал некоторых из своих бывших учеников (из тех, которые остались в блокадном Ленинграде) для пополнения агитвзвода 55-й армии. В их числе оказалась и Ж. А. Сухопольская. Несмотря на то, что подростки были крайне истощёны, уже через месяц они дали свой первый концерт. После лечения в госпитале из подростков был создан Молодёжный фронтовой ансамбль при политотделе 55-й армии, который выступал на фронте и в блокадном Ленинграде. Всего, до окончания войны, ансамбль дал более трёх тысяч концертов. Об этом времени советским режиссёром Наумом Бирманом по сценарию Юрия Яковлева в 1980 году был снят фильм «Мы смерти смотрели в лицо».
После окончания школы один год училась на факультете французского языка Ленинградского института иностранных языков. В 1956 году окончила актёрский факультет Ленинградского театрального института имени А. Н. Островского (мастерская Бориса Петровича Петровых). Три месяца работала с Аркадием Исааковичем Райкиным. 
В апреле 1958 года была принята в труппу театра-студии киноактёра на «Ленфильме».
Мастер дубляжа. По некоторым данным, Ж. А. Сухопольская приняла участие в дублировании 275 кинокартин. Занималась концертной деятельностью. Похоронена на Волковском Православном кладбище. 

## Семья
Отчим — Александр Фёдорович Сухопольский (1909 — 1987), сотрудник ЛИИЖТ.
Мать — Валентина Дмитриевна Сухопольская (? — 1949)
Муж (1960 — 1972) — Юрий Игнатьевич Дедович (род. 1935), Заслуженный артист РСФСР.
- Сын — Алексей Юрьевич Дедович (1962 — ?), инкрустатор, краснодеревщик. Погиб.

## Фильмография
1. 1957 — Ленинградская симфония — Нина Сергеева, студентка
2. 1957 — Четверо — Лёля
3. 1957 — Шторм
4. 1958 — Простая вещь  (ТВ) — Белла / Марго Кутюрье
5. 1960 — Чужая беда
6. 1961 — Старожил — переводчица
7. 1964 — Зайчик — регистратор в ЗАГСе
8. 1966 — Зимнее утро — Женя, соседка
9. 1967 — Его звали Роберт — зрительница в театре
10. 1967 — Первороссияне — эпизод
11. 1968 — Виринея — солдатка
12. 1968 — Удар! Ещё удар! — девушка с собачкой в гостях
13. 1969 — Невероятный Иегудиил Хламида
14. 1971 — Тень — медсестра
15. 1972 — Дела давно минувших дней… — переводчица
16. 1972 — Табачный капитан  (ТВ)— эпизод
17. 1973 — Исполняющий обязанности — эпизод
18. 1973 — Цемент — член бюро (2-я серия)
19. 1974 — Верный друг Санчо — эпизод
20. 1974 — Под каменным небом  (Норвегия/СССР) — женщина с ведром, в каменоломне
21. 1974 — Сержант милиции  (ТВ) — секретарь в деканате (2-я серия)
22. 1975 — Рассказ о простой вещи  (ТВ) — эпизод
23. 1977 — Блокада. Часть вторая. Фильм первый. Ленинградский метроном; Фильм второй. Операция «Искра» — эпизод
24. 1977 — Ждите меня, острова! — диспетчер
25. 1977 — Как Иванушка-дурачок за чудом ходил — придворная, при дворе Марко Богатого
26. 1980 — Ленинградцы, дети мои…
27. 1981 — Личная жизнь директора — эпизод
28. 1982 — В старых ритмах — подруга Зоси
29. 1983 — Обрыв — эпизод
30. 1984 — Челюскинцы — эпизод
31. 1987 — Ищу друга жизни — сотрудница отдела кадров порта
32. 1988 — Полёт птицы — эпизод
33. 1989 — Фуфло<
34. 1991 — Жертва для императора
35. 1991 — Крест милосердия  (ТВ) — эпизод
36. 1994 — Колечко золотое, букет из алых роз — эпизод
37. 1995 — Под знаком Скорпиона  (ТВ) — эпизод

#### Озвучивание
1. 1960 — В дождь и в солнце — Кюллики (дублирует — Майлу Рястас)
2. 1960 — Семья Мяннард — Хельми (дублирует — Терье Луйк)
3. 1961 — Сказание о любви — Лейли (дублирует — Киму Мамедову)
4. 1962 — День без вечера — Кайре (дублирует — Вию Артмане)
5. 1963 — Любит — не любит?
6. 1963 — Пятеро из Ферганы — Саша (дублирует — Аллу Ледовую)
7. 1964 — Красная пустыня  (Италия/Франция)
8. 1965 — «Тобаго» меняет курс — Алиса (дублирует — Эве Киви)
9. 1969 — Мальчишки острова Ливов — Алис (дублирует — Андриса Апиниса)
10. 1970 — Слуги дьявола — Анна (дублирует — Олгу Дреги)
11. 1972 — Ель во ржи — Дагмара (дублирует — Вию Артмане)
12. 1972 — Слуги дьявола на Чёртовой мельнице — Анна (дублирует — Олгу Дреги)
13. 1972 — Сойти на берег
14. 1973 — Куда уходят сказки
15. 1976 — В тени меча  (дублирует — Веру Шнейдере)
16. 1979 — Отель «У погибшего альпиниста» — госпожа Мозес (дублирует — Ирену Криаузайте)
17. 1980 — Пожелай мне нелётной погоды
18. 1983 — Каменистый путь — госпожа Мелдриня (дублирует — Нину Незнамову)